# Tour de Catalogne 1951
Le Tour de Catalogne 1951 est la 31e édition du Tour de Catalogne, une course cycliste par étapes en Espagne. L’épreuve se déroule sur 11 étapes entre le 13 et le 23 septembre 1951, sur un total de 1 621 km. Le vainqueur final est l'Italien Primo Volpi, devant Francisco Masip et Manolo Rodríguez.
Le parcours de cette année édition s'agrandit de trois étapes supplémentaires, pour atteindre un total de douze étapes, dont deux le même jour. Il n'y a pas de contre-la-montre. Les bonifications attribuées sont d'une minute pour le vainqueur d'étape, de 40 secondes pour le deuxième et 20 secondes pour la troisième. Il y a aussi des bonifications pour le Grand Prix de la montagne : 40, 20 et 10 secondes respectivement pour la premier, deuxième et troisième. En outre, pour la première fois dans l'histoire de la course ne part pas Barcelone, mais de Sant Esteve Sesrovires.
La course est marquée par les morts tragiques du cycliste Emili Martí, après être rentrer dans une camionnette et du journaliste d'El Mundo Deportivo Ramón Torres, après un accident de moto sur la course.
Primo Volpi a dominé la course du début à la fin de l'épreuve, grâce à sa victoire lors de la première étape.

## Étapes
| Étape | Date         | Parcours                            | km    | Vainqueur d’étape         | Leader du classement général |
| ----- | ------------ | ----------------------------------- | ----- | ------------------------- | ---------------------------- |
| 1e    | 13 septembre | Sant Esteve Sesrovires - Granollers | 132,0 | Primo Volpi (ITA)         | Primo Volpi (ITA)            |
| 2e    | 14 septembre | Granollers - Figueres               | 135,0 | Miguel Poblet (ESP)       | Primo Volpi (ITA)            |
| 3e    | 15 septembre | Figueres - Barcelone                | 140,0 | José Mateo (ESP)          | Primo Volpi (ITA)            |
| 4e    | 16 septembre | Montjuïc - Montjuïc                 | 46,0  | Bernardo Capó (ESP)       | Primo Volpi (ITA)            |
| 5e    | 16 septembre | Barcelone - Reus                    | 109,0 | Mariano Corrales (ESP)    | Primo Volpi (ITA)            |
| 6e    | 17 septembre | Reus - Tortosa                      | 85,0  | Luis Navarro Amoros (ESP) | Primo Volpi (ITA)            |
| 7e    | 18 septembre | Tortosa - Amposta                   | 131,0 | Jesús Loroño (ESP)        | Primo Volpi (ITA)            |
| 8e    | 19 septembre | Amposta - Valls                     | 105,0 | Sergio Celebrowski (ESP)  | Primo Volpi (ITA)            |
| 9e    | 20 septembre | Valls - Les Escaldes (ca) (AND)     | 218,0 | Manolo Rodríguez (ESP)    | Primo Volpi (ITA)            |
| 10e   | 21 septembre | Les Escaldes (ca) (AND) - Lleida    | 136,0 | José Escolano (ESP)       | Primo Volpi (ITA)            |
| 11e   | 22 septembre | Lleida - Vilanova i la Geltrú       | 262,0 | Bernardo Ruiz (ESP)       | Primo Volpi (ITA)            |
| 12e   | 23 septembre | Vilanova i la Geltrú - Barcelone    | 122,0 | Miguel Poblet (ESP)       | Primo Volpi (ITA)            |

### Étape 1. Sant Esteve Sesrovires - Granollers. 132,0 km
|   | Cycliste        | Équipe           | Temps           |
| - | --------------- | ---------------- | --------------- |
| 1 | Primo Volpi     | Berkel           | 3 h 21 min 15 s |
| 2 | José Vidal      | FC Barcelone     | + 1 min 17 s    |
| 3 | Salvador Jarque | A.V. Hostafrancs | + 1 min 19 s    |

|   | Cycliste        | Équipe           | Temps           |
| - | --------------- | ---------------- | --------------- |
| 1 | Primo Volpi     | Berkel           | 3 h 20 min 15 s |
| 2 | José Vidal      | FC Barcelone     | + 1 min 37 s    |
| 3 | Salvador Jarque | A.V. Hostafrancs | + 1 min 59 s    |

### Étape 2. Granollers - Figueres. 135,0 km
|   | Cycliste           | Équipe                     | Temps           |
| - | ------------------ | -------------------------- | --------------- |
| 1 | Miguel Poblet      | CC Chalis-Canals & Nubiola | 4 h 06 min 47 s |
| 2 | Luciano Frosini    | Berkel                     | m.t.            |
| 3 | Joan Bibiloni Frau | C.C. Son Cot               | m.t.            |

|   | Cycliste        | Équipe           | Temps           |
| - | --------------- | ---------------- | --------------- |
| 1 | Primo Volpi     | Berkel           | 7 h 27 min 02 s |
| 2 | José Vidal      | FC Barcelone     | + 1 min 37 s    |
| 3 | Salvador Jarque | A.V. Hostafrancs | + 1 min 59 s    |

### Étape 3. Figueres - Barcelone. 140,0 km
|   | Cycliste      | Équipe                     | Temps           |
| - | ------------- | -------------------------- | --------------- |
| 1 | Josep Mateo   | RCD Espanyol               | 4 h 01 min 37 s |
| 2 | Miguel Poblet | CC Chalis-Canals & Nubiola | + 1 min 00 s    |
| 3 | Andrés Trobat | RCD Espanyol               | m.t.            |

|   | Cycliste        | Équipe           | Temps            |
| - | --------------- | ---------------- | ---------------- |
| 1 | Primo Volpi     | Berkel           | 11 h 29 min 39 s |
| 2 | José Vidal      | FC Barcelone     | + 1 min 37 s     |
| 3 | Salvador Jarque | A.V. Hostafrancs | + 2 min 10 s     |

### Étape 4. Barcelone - Barcelone. 46,0 km
|   | Cycliste      | Équipe        | Temps           |
| - | ------------- | ------------- | --------------- |
| 1 | Bernardo Capó |               | 1 h 12 min 21 s |
| 2 | Miguel Chacón | U.C. Sabadell | + 4 s           |
| 3 | Andrés Trobat | RCD Espanyol  | + 5 s           |

|   | Cycliste        | Équipe           | Temps            |
| - | --------------- | ---------------- | ---------------- |
| 1 | Primo Volpi     | Berkel           | 12 h 42 min 05 s |
| 2 | José Vidal      | FC Barcelone     | + 1 min 37 s     |
| 3 | Salvador Jarque | A.V. Hostafrancs | + 2 min 10 s     |

### Étape 5. Barcelone - Reus. 109,0 km
|   | Cycliste         | Équipe       | Temps           |
| - | ---------------- | ------------ | --------------- |
| 1 | Mariano Corrales | PC Nicky's   | 2 h 47 min 40 s |
| 2 | Francisco Masip  | FC Barcelone | + 1 s           |
| 3 | José Serra Gil   | FC Barcelone | + 6 s           |

|   | Cycliste        | Équipe           | Temps            |
| - | --------------- | ---------------- | ---------------- |
| 1 | Primo Volpi     | Berkel           | 15 h 29 min 53 s |
| 2 | Salvador Jarque | A.V. Hostafrancs | + 2 min 32 s     |
| 3 | Francisco Masip | FC Barcelone     | + 3 min 56 s     |

### Étape 6. Reus - Tortosa. 85,0 km
|   | Cycliste            | Équipe                     | Temps           |
| - | ------------------- | -------------------------- | --------------- |
| 1 | Luis Navarro Amoros | Canals & Nubiola           | 2 h 24 min 55 s |
| 2 | Miguel Poblet       | CC Chalis-Canals & Nubiola | + 4 min 05 s    |
| 3 | Pere Sant           | PC Nicky's                 | m.t.            |

|   | Cycliste        | Équipe           | Temps            |
| - | --------------- | ---------------- | ---------------- |
| 1 | Primo Volpi     | Berkel           | 17 h 58 min 53 s |
| 2 | Salvador Jarque | A.V. Hostafrancs | + 2 min 32 s     |
| 3 | Francisco Masip | FC Barcelone     | + 3 min 56 s     |

### Étape 7. Tortosa - Amposta. 131,0 km
|   | Cycliste        | Équipe                     | Temps           |
| - | --------------- | -------------------------- | --------------- |
| 1 | Jesús Loroño    |                            | 3 h 20 min 30 s |
| 2 | Miguel Poblet   | CC Chalis-Canals & Nubiola | + 1 min 02 s    |
| 2 | Luciano Frosini | Berkel                     | m.t.            |

|   | Cycliste        | Équipe           | Temps            |
| - | --------------- | ---------------- | ---------------- |
| 1 | Primo Volpi     | Berkel           | 21 h 20 min 25 s |
| 2 | Salvador Jarque | A.V. Hostafrancs | + 2 min 32 s     |
| 3 | Francisco Masip | FC Barcelone     | + 3 min 56 s     |

### Étape 8. Amposta - Valls. 105,0 km
|   | Cycliste           | Équipe        | Temps           |
| - | ------------------ | ------------- | --------------- |
| 1 | Sergio Celebrowski | U.C. Terrassa | 2 h 50 min 18 s |
| 2 | Jesús Loroño       |               | + 1 s           |
| 3 | Andrés Trobat      | RCD Espanyol  | + 3 s           |

|   | Cycliste        | Équipe       | Temps            |
| - | --------------- | ------------ | ---------------- |
| 1 | Primo Volpi     | Berkel       | 24 h 12 min 41 s |
| 2 | Jesús Loroño    |              | + 2 min 14 s     |
| 3 | Francisco Masip | FC Barcelone | + 3 min 36 s     |

### Étape 9. Valls - Les Escaldes. 218,0 km
|   | Cycliste         | Équipe           | Temps           |
| - | ---------------- | ---------------- | --------------- |
| 1 | Manolo Rodríguez | RCD Espanyol     | 6 h 54 min 45 s |
| 2 | Bernardo Ruiz    | Canals & Nubiola | + 40 s          |
| 3 | José Serra Gil   | FC Barcelone     | m.t.            |

|   | Cycliste         | Équipe       | Temps            |
| - | ---------------- | ------------ | ---------------- |
| 1 | Primo Volpi      | Berkel       | 31 h 08 min 06 s |
| 2 | Manolo Rodríguez | RCD Espanyol | + 2 min 47 s     |
| 3 | Francisco Masip  | FC Barcelone | + 3 min 36 s     |

### Étape 10. Les Escaldes - Lleida. 136,0 km
|   | Cycliste      | Équipe     | Temps           |
| - | ------------- | ---------- | --------------- |
| 1 | José Escolano | PC Nicky's | 3 h 45 min 17 s |
| 2 | Pere Sant     | PC Nicky's | + 9 s           |
| 3 | Primo Volpi   | Berkel     | m.t.            |

|   | Cycliste         | Équipe       | Temps            |
| - | ---------------- | ------------ | ---------------- |
| 1 | Primo Volpi      | Berkel       | 34 h 53 min 12 s |
| 2 | Manolo Rodríguez | RCD Espanyol | + 3 min 07 s     |
| 3 | Francisco Masip  | FC Barcelone | + 3 min 56 s     |

### Étape 11. Lleida - Vilanova i la Geltrú. 262,0 km
|   | Cycliste      | Équipe           | Temps           |
| - | ------------- | ---------------- | --------------- |
| 1 | Bernardo Ruiz | Canals & Nubiola | 8 h 32 min 41 s |
| 2 | Jaime Montaña | FC Barcelone     | m.t.            |
| 3 | Pere Sant     | PC Nicky's       | + 3 min 34 s    |

|   | Cycliste         | Équipe       | Temps            |
| - | ---------------- | ------------ | ---------------- |
| 1 | Primo Volpi      | Berkel       | 43 h 29 min 07 s |
| 2 | Manolo Rodríguez | RCD Espanyol | + 2 min 57 s     |
| 3 | Francisco Masip  | FC Barcelone | + 3 min 36 s     |

### Étape 12. Vilanova i la Geltrú - Barcelone. 122,0 km
|   | Cycliste        | Équipe                     | Temps           |
| - | --------------- | -------------------------- | --------------- |
| 1 | Miguel Poblet   | CC Chalis-Canals & Nubiola | 3 h 35 min 55 s |
| 2 | Primo Volpi     | Berkel                     | + 8 min 29 s    |
| 3 | Francisco Masip | FC Barcelone               | + 1 s           |

|   | Cycliste         | Équipe       | Temps            |
| - | ---------------- | ------------ | ---------------- |
| 1 | Primo Volpi      | Berkel       | 47 h 12 min 43 s |
| 2 | Francisco Masip  | FC Barcelone | + 3 min 17 s     |
| 3 | Manolo Rodríguez | RCD Espanyol | + 3 min 38 s     |

## Classement final
| Pos. | Cycliste               | Équipe       | Temps            |
| ---- | ---------------------- | ------------ | ---------------- |
| 1    | Primo Volpi (ITA)      | Berkel       | 47 h 12 min 57 s |
| 2    | Francisco Masip (ESP)  | FC Barcelone | + 3 min 17 s     |
| 3    | Manolo Rodríguez (ESP) | RCD Espanyol | + 3 min 38 s     |
| 4    | José Serra Gil (ESP)   | FC Barcelone | + 5 min 23 s     |
| 5    | Pere Sant (ESP)        | PC Nickys    | + 6 min 30 s     |
| 6    | Jesús Loroño (ESP)     |              | + 6 min 50 s     |
| 7    | Andrés Trobat (ESP)    | RCD Espanyol | + 8 min 09 s     |
| 8    | José Vidal (ESP)       | FC Barcelone | + 9 min 43 s     |
| 9    | Pietro Giudici (ITA)   | Berkel       | + 11 min 13 s    |
| 10   | Joaquim Filba (ESP)    | FC Barcelone | + 14 min 41 s    |

## Classements annexes
| Pos. | Cycliste               | Équipe                     | Points |
| ---- | ---------------------- | -------------------------- | ------ |
| 1    | Francisco Masip (ESP)  | FC Barcelone               | 24     |
| 2    | Manolo Rodríguez (ESP) | RCD Espanyol               | 16     |
| 3    | Miguel Poblet (ESP)    | CC Chalis-Canals & Nubiola | 14     |

| Pos. | Équipe       | Temps |
| ---- | ------------ | ----- |
| 1    | FC Barcelone |       |
| 2    | RCD Espanyol |       |